# Palacio de Axayácatl
Palacio de Axayácatl o Casas Viejas de Axayácatl es la forma con la que se conoce a un complejo de edificios de México-Tenochtitlan que fueron la residencia del tlatoani Axayácatl. Fue el sitio donde Moctezuma Xocoyotzin ordenó alojar a las tropas de Hernán Cortés en noviembre de 1519.

## Ubicación
Las referencias arqueológicas sitúan el complejo del palacio de Axayácatl entre las actuales calles de Madero, Monte de Piedad, Tacuba e Isabel la Católica. El edificio principal se habría situado en el espacio que ocupa el edificio del Nacional Monte de Piedad, lugar en donde tendría espacios arbolados y distintos patios. A la postre el predio compartiría espacio con las llamadas Casas Viejas de Moctezuma. Por los hechos históricos en que se vio involucrado hay una carencia de restos arqueológicos suyos, pero existen descripciones posteriores de las tropas cortesianas y otros informantes, por lo que se sabe que el espacio habría sido amplio y suntuoso, y permitiendo en sus dimensiones alojar a la totalidad de las tropas extranjeras, que sumaban casi 500 personas.

## Historia
Al arribar a México-Tenochtitlan, Hernán Cortés y sus tropas fueron alojadas por orden de Motecuhzoma en el palacio de Axacayácatl. Según Bernal Díaz del Castillo en este sitio las tropas hallarían una puerta falsa en donde el tlatoani guardaba el Teucalco, una colección personal heredada de otros tlatoanis en donde había, además de objetos considerados suntuosos para la sociedad mexica como chalchihuites (jade), piezas de oro. Pasados los meses las tropas cortesianas decidirían robar la colección y fundir el oro contenido en ella. Bernal situaría la cantidad en 600 mil pesos, pero Cortés y Francisco López de Gómara la calcularon en un total de 162 mil pesos de la época, mismos que fueron fundidos por orden de Cortés. En este sitio podría haber ocurrido la muerte del tlatoani Motecuhzoma.
El 22 de mayo de 1520 las tropas de Cortés abandonaron este espacio tras un ataque mexica motivado por la Matanza de Tóxcatl, que comprendió el incendio del edificio y el intento de emboscada mexica, motivando la huida de las tropas hispanas hacia el poniente de la capital mexica, en el episodio conocido como la Noche triste.
A partir de 1521 el edificio fue demolido hasta sus cimientos -como demostrarían excavaciones hechas entre 2017 y 2018- usando sus piedras para las casas de Hernán Cortés. Alonso García Bravo ocuparía las colindancias de este edificio para la traza urbana de la nueva capital, la Ciudad de México. Bernal atestiguaría los materiales con los que fue construido el edificio cortesiano, entre ellos huevos, "arena de Atlacuihuallan, cal de Cuaunahuac y sillería de Huixquilucan”
En dicha construcción, además de ser la residencia de Cortés, se realizarían algunas sesiones del primer Cabildo de la Nueva España y la sede del Marquesado del Valle de Oaxaca, institución dada a Cortés luego de sus actividades de conquista. En ese sitio se instalaría el primer reloj de la nueva capital, dando origen al nombre de la calle frente al edificio, llamada Calle del Rélox, actualmente Monte de Piedad. El edificio fue la casa de los dos primeros virreyes novohispanos Antonio de Mendoza y Luis de Velasco.
El cabildo ocupó un nuevo edificio en 1562 en el actual Palacio Nacional. Martín Cortés utilizaría el edificio de manera subsecuente con fines habitacionales y comerciales hasta su expulsión de la Nueva España en 1566. En 1836, el predio que ocuparan estas edificaciones fue dado al Sacro Monte de Piedad, actual Nacional Monte de Piedad.
Restos del palacio fueron hallados en 2020 por el Programa de Arqueología Urbana, entre ellos paredes de una estructura y lajas de basalto pertenecientes a uno de los espacios abiertos del complejo de Axayácatl y muros del edificio cortesiano.